# Estación Universidad (Metropolitano)
La estación Universidad es una estación del Metropolitano en la ciudad de Lima. Está ubicada en la intersección de la avenida Metropolitana con la avenida Universitaria en el distrito de Comas. Cercana a esta estación se encuentra la Universidad de Ciencias y Humanidades, la Universidad Privada del Norte (de allí el nombre de la estación).  Fue inaugurada el 15 de diciembre de 2023. El 16 de diciembre de 2023, entró en funcionamiento la estación.

## Servicios
La estación es atendida por los siguientes servicios:

### Troncales
| Servicio troncal | Indicador           | Lunes a viernes | Lunes a viernes | Sábado        | Domingo       |
| Servicio troncal | Indicador           | Norte a Sur     | Sur a Norte     | Sábado        | Domingo       |
| ---------------- | ------------------- | --------------- | --------------- | ------------- | ------------- |
| Regular          | Regular B           | 10:00 - 23:00   | 10:00 - 23:00   | 05:00 - 23:00 | 05:00 - 22:00 |
| Expreso          | Expreso 11          | 05:00 -10:00    | 05:45 -10:45    | Sin Servicio  | Sin Servicio  |
| Expreso          | Super Expreso Norte | 06:00 - 08:00   | Sin Servicio    | Sin Servicio  | Sin Servicio  |

### Alimentadores
- AN-03 Trapiche